# Pablo Andújar
Pablo Andújar Alba (* 23. Januar 1986 in Cuenca) ist ein spanischer Tennisspieler.

## Leben und Karriere

### 2002–2005: Erfolge als Junior und erste Future-Turniere
Pablo Andújar begann im Alter von sechs Jahren Tennis zu spielen. Schon als Junior konnte er 2003 und 2004 mehrere Turniere gewinnen, im Juni 2004 stieg er bis auf Platz fünf der Junioren-Weltrangliste. Seinen größten Erfolg als Junior erreichte er bei den French Open 2004, wo er im Einzel das Viertelfinale erreichte und im Doppel an der Seite von Marcel Granollers den Titel gewann.
Schon 2002 trat er mit einer Wildcard erstmals bei einem Future-Turnier der Erwachsenen an. Im Juli 2004 gewann er erstmals ein Future-Match, damit wurde er in der Tennisweltrangliste geführt. Im März 2005 erreichte Andújar in Italien zum ersten Mal das Finale eines Future-Turniers, vier Monate später konnte er in Spanien seinen ersten Titel gewinnen. Im Oktober 2005 stand er in zwei weiteren Future-Turnier-Endspielen, von denen er eines gewinnen konnte. Zum Jahresende belegte er Rang 361 der Weltrangliste.

### 2006–2007: Erste Challenger-Titel und ATP-Debüt
Im Jahr 2006 spielte Pablo Andújar dann vermehrt auf Turnieren der ATP Challenger Tour. Im Juli gewann er in Rimini seinen ersten Challenger-Titel. Schon einen Monat später folgte in Vigo mit einem Endspielsieg über den ehemaligen Top-30-Spieler Fernando Vicente der zweite Titel. Zudem gewann er in Vigo an der Seite von Marcel Granollers auch die Doppelkonkurrenz. Bei den US Open wollte er sich erstmals für ein Grand-Slam-Turnier qualifizieren, er scheiterte jedoch in der zweiten Qualifikationsrunde. Nach den Erfolgen im Sommer war Andújar erstmals in die Top 200 der Weltrangliste aufgestiegen, bis zum Saisonende verlor er jedoch wieder einige Plätze. Im Doppel gewann er in jenem Jahr mit Granollers insgesamt drei Challenger-Titel, zudem erreichte er zwei weitere Endspiele und beendete das Jahr auf Platz 174 der Doppel-Weltrangliste.
2007 gab es für Andújar keinen Titelgewinn. Jedoch qualifizierte er sich in dieser Saison erstmals für ATP-Turniere und erreichte dabei in Valencia und Barcelona jeweils das Achtelfinale. Bei den French Open scheiterte er in der dritten Qualifikationsrunde knapp an Iván Navarro. Im weiteren Saisonverlauf erreichte er noch zweimal das Finale eines Challenger-Turniers, in Trani und Sevilla, so dass er sich bis zum Saisonende bis auf Platz 146 der Weltrangliste verbesserte.

### 2008–2009: Vorstoß in die Top 100
Im April 2008 erreichte Andújar nach einem Sieg über Kristof Vliegen wie schon im Vorjahr das Achtelfinale in Valencia. Einen Monat später scheiterte er bei den French Open in der dritten Qualifikationsrunde, er rückte jedoch als einer von sieben Lucky Losern ins Hauptfeld nach und konnte dort gegen Filippo Volandri gleich sein erstes Match bei einem Grand-Slam-Turnier gewinnen. In der zweiten Runde verlor er dann in vier Sätzen gegen den an Position 24 gesetzten Fernando González. Im Mai und Juni 2008 verlor er die Endspiele der Challenger-Turniere in Telde und Reggio nell’Emilia, im August 2008 folgten dann in Vigo und San Sebastián gleich zwei Titel hintereinander. Damit stand Andújar erstmals in den Top 100 der Weltrangliste. Bei den US Open rückte er als Ersatz ins Hauptfeld nach, verlor aber in der ersten Runde in drei Sätzen gegen Nicolas Devilder. Im Doppel trat er an der Seite von Nicolás Almagro an, sie verloren jedoch in zwei Sätzen gegen die späteren Turniersieger Bob und Mike Bryan.
Auch bei den Australian Open 2009 rückte Andújar als Ersatz ins Hauptfeld nach, verlor jedoch glatt gegen den an Position sechs gesetzten Gilles Simon. Im Februar 2009 schied er bei vier ATP-Turnieren jeweils in der ersten Runde aus. Erst bei den French Open konnte er gegen Robby Ginepri wieder ein Match gewinnen. Durch einen Zweitrundensieg gegen Paul-Henri Mathieu hätte Andújar in der dritten Runde auf Roger Federer treffen können; der an Position 32 gesetzte Franzose behielt jedoch in drei Sätzen die Oberhand. In Wimbledon wie bei den beiden Vorbereitungsturnieren auf Rasen folgten weitere Erstrundenniederlagen. Auch auf Challenger-Turnieren konnte Andújar in diesem Jahr nicht an die Erfolge des letzten Jahres anknüpfen, sein größter Erfolg war die Finalteilnahme in Orbetello. Nachdem er zwischenzeitlich bis auf Rang 192 abgerutscht war, beendete Andújar die Saison auf Platz 160 der Weltrangliste.

### 2010: Erstes ATP-Finale
Die Saison 2010 verlief dann wieder erfolgreicher. In Buenos Aires konnte Pablo Andújar gegen Óscar Hernández sein erstes ATP-Match seit Juni 2009 gewinnen, bevor er gegen Albert Montañés ausschied. Eine Woche später gewann er in Meknès zusammen mit Flavio Cipolla seinen ersten Challenger-Titel im Doppel seit 2006. Nach einer Challenger-Finalteilnahme in Monza konnte sich Andújar bei den French Open 2010 qualifizieren und er erreichte nach einem Sieg über Simone Bolelli wie schon in den beiden Jahren zuvor die zweite Runde. Dort schied er in einem Fünfsatzmatch gegen den an Position 24 gesetzten Thomaz Bellucci aus. Im Juni 2010 folgte in Reggio nell’Emilia eine weitere Challenger-Finalniederlage. Nach einem Zweitrunden-Aus beim ATP-Turnier von Stuttgart gegen Gaël Monfils erreichte er wie schon im Vorjahr das Finale des Challenger-Turniers von Orbetello, das er in zwei Sätzen gegen Édouard Roger-Vasselin gewann. Im August 2010 erreichte er in Genf ein weiteres Challenger-Finale, er verlor jedoch gegen den jungen Grigor Dimitrow, obwohl er im dritten Satz bereits mit 3:0 geführt hatte. Im September 2010 folgte dann beim ATP-Turnier von Bukarest der bisherige Karrierehöhepunkt für Andújar: Nach erfolgreicher Qualifikation besiegte er in der zweiten Runde den an Position 2 gesetzten Florian Mayer und erreichte nach Siegen über die Top-100-Spieler Pablo Cuevas und Marcel Granollers sein erstes ATP-Finale. Dort unterlag er dann nach einem engen ersten Satz am Ende deutlich mit 5:7, 1:6 gegen Juan Ignacio Chela. In der Weltrangliste machte er damit einen Sprung bis auf Platz 77. Im November 2010 konnte Andújar in Valencia- mit einer Wildcard - gegen Dmitri Tursunow erstmals in seiner Karriere ein ATP-Match auf Hartplatz gewinnen, bevor er gegen den späteren Finalisten Marcel Granollers ausschied.

### 2011–2012: Erster ATP-Titel und Aufstieg in die Top 50
Das Jahr 2011 begann für Andújar mit einer Erstrundenniederlage bei den Australian Open gegen Xavier Malisse. Im Februar 2011 erreichte er in Costa do Sauípe durch einen Sieg über den an Position sechs gesetzten Tommy Robredo das Viertelfinale, unterlag dort jedoch glatt Ricardo Mello. Im Doppel konnte er zusammen mit Daniel Gimeno Traver ins Finale einziehen, wo sie in zwei Sätzen gegen Marcelo Melo und Bruno Soares verloren. Im März 2011 erreichte Andújar in Miami durch einen Dreisatzsieg über den an Position neun gesetzten Fernando Verdasco erstmals die dritte Runde eines Masters-Turniers, in der er gegen den späteren Viertelfinalisten Kevin Anderson ausschied. Beim Sandplatzturnier in Casablanca bestätigte Andújar seine gute Form und marschierte unter anderem durch Siege über die gesetzten Jérémy Chardy sowie Albert Montañés bis ins Finale durch. Dort gewann er klar in zwei Sätzen gegen Potito Starace und sicherte sich seinen ersten ATP-Titel. In der Weltrangliste stieß er damit erstmals in die Top 50 vor. Nachdem er im Mai 2011 in Nizza im Viertelfinale am späteren Turniersieger Nicolás Almagro gescheitert war, erreichte Andújar bei den French Open wie schon in den Jahren zuvor die zweite Runde. Dort verlor er gegen den Weltranglistenersten und späteren Turniersieger Rafael Nadal in drei Sätzen. Nachdem er bei den Rasenturnieren von Halle, Eastbourne und Wimbledon jeweils in der ersten Runde ausgeschieden war, konnte Andújar in Stuttgart auf Sand sein nächstes ATP-Finale erreichen. Dort unterlag er jedoch klar seinem Landsmann Juan Carlos Ferrero. Im August 2011 schied Andújar bei den amerikanischen Hartplatzturnieren einschließlich der US Open jeweils in der ersten Runde aus. Beim letzten Sandplatzturnier der Saison in Bukarest erreichte er dagegen wie schon im Vorjahr das Finale. Dabei besiegte er im Halbfinale Juan Ignacio Chela, gegen den er 2010 im Finale verloren hatte. Im diesjährigen Finale führte Andújar bereits mit 3:1 gegen Florian Mayer, gewann danach jedoch nur noch ein einziges Spiel und verlor am Ende in zwei glatten Sätzen. Bei den letzten fünf Turnieren der Saison, die allesamt auf Hartplatz gespielt wurden, konnte Andújar lediglich einmal die zweite Runde erreichen. Er beendete das Jahr auf Platz 46 der Weltrangliste.
Bei seinen ersten fünf Turnieren im Jahr 2012 erreichte er nur bei den Australian Open durch einen Sieg über Igor Kunizyn die zweite Runde. Ende Februar besiegte er in Acapulco den an Position 5 gesetzten Florian Mayer, schied dann aber im Viertelfinale gegen den topgesetzten späteren Turniersieger David Ferrer aus. Beim ersten Masters-Turnier der Saison in Indian Wells, das auf Hartplatz ausgetragen wurde, konnte Andújar überraschend das Achtelfinale erreichen und gewann dabei unter anderem erneut gegen Florian Mayer. Im Achtelfinale gewann er gegen den Weltranglistenersten Novak Đoković immerhin einen Satz, verlor schlussendlich aber doch klar in drei Sätzen gegen den Favoriten. Im April 2012 erreichte Andújar in Casablanca wie schon im Vorjahr das Finale und verteidigte durch einen Zweisatzsieg über Albert Ramos Viñolas seinen Titel. In der Weltrangliste erreichte er mit Platz 36 eine neue persönliche Bestmarke.

### 2013–2015: Halbfinale in Madrid und Finale in Barcelona
Die Saison 2013 verlief zunächst verhalten bei Andújar. Bis Anfang Mai erreichte er bei keinem Turnier mehr als die zweite Runde und fiel deshalb bis auf Platz 113 der Weltrangliste zurück. Überraschend war daher sein Auftritt beim Masters von Madrid, wo er per Wildcard im Hauptfeld stand und nach drei Siegen gegen Top-20-Spieler bis ins Halbfinale kam. Dort verlor er aber in zwei Sätzen deutlich gegen den späteren Sieger Rafael Nadal. Da er auch in Nizza bis ins Halbfinale kam, konnte er sich in der Weltrangliste durch diese beiden Turniere wieder auf Platz 45 nach vorne arbeiten. Bis zum Jahresende konnte er diese Platzierung in etwa halten, auch wenn er bei keinem der gespielten Turniere mehr als maximal die zweite Runde erreichte.
2014 kam Andújar im Februar in Buenos Aires ins Viertelfinale, in Rio ins Halbfinale. Hier verlor er erneut gegen den späteren Sieger Rafael Nadal, diesmal allerdings nach gewonnenem ersten Satz erst mit 10:12 im Tie-Break des dritten Satzes. Durch eher schwächere Resultate in den Monaten danach fiel er wieder bis auf Platz 80 der Weltrangliste zurück. Erfolgreicher war Andújar wieder im Juli. In Hamburg erreichte er das Viertelfinale, wo er deutlich gegen David Ferrer verlor; in Gstaad gewann er seinen dritten ATP-Titel, u. a. durch Siege gegen Marcel Granollers im Viertel- und Fernando Verdasco im Halbfinale. Beim Davis Cup verlor er gegen den Brasilianer Thomaz Bellucci nach zwei gewonnenen Sätzen noch in fünf Sätzen seine Partie. In Valencia besiegte er in der ersten Runde den Weltranglisten-6. Tomáš Berdych deutlich in zwei Sätzen und kam bis ins Viertelfinale, wo er Tommy Robredo in zwei Sätzen unterlag.  Damit verbesserte er sich auf Platz 40 der Weltrangliste.
Nach verhaltenem Start in die Saison 2015 erreichte er in Barcelona eher unerwartet das Finale. Auf dem Weg dahin musste er nur einen Satz abgeben und hatte unter anderem im Halbfinale den Weltranglisten-8. David Ferrer in zwei Sätzen bezwungen. Im Finale unterlag er Kei Nishikori dann in zwei Sätzen. Bei den French Open und in Wimbledon erreichte er jeweils die dritte Runde. Bei den US Open musste er verletzungsbedingt in der ersten Runde aufgeben und bestritt bis Jahresende keine weiteren Turniere mehr.

### Seit 2016: Rückschläge, Verletzungspause und erfolgreiche Rückkehr
Die Saison 2016 verlief sehr enttäuschend für Andújar. Bei zehn gespielten Turnieren konnte er nur ein einziges Match direkt zu Jahresbeginn gewinnen. Bei allen anderen scheiterte er entweder in der ersten Runde im Hauptfeld und zum Jahresende auch dreimal bereits in der ersten Qualifikationsrunde. Lediglich bei zwei Challenger-Turnieren im September erreichte er jeweils das Halbfinale. Verletzungsbedingt trat er 2017 nur bei zwei spanischen Future-Turnieren an. Auch die Rückkehr auf die ATP Tour 2018 gestaltete sich zunächst schwer. Zwischen Januar und März konnte er nur eine Partie gewinnen, ehe er im April wieder an alte Erfolge anknüpfen konnte. Zunächst gewann er das Challenger-Turnier in Alicante in zwei Sätzen gegen Alex de Minaur, eine Woche später zum dritten Mal in seiner Karriere das ATP-250-Turnier von Marrakesch in zwei Sätzen gegen Kyle Edmund. Auch beim ATP-500-Turnier von Barcelona kam er bis ins Achtelfinale. Nach einigen schwächeren Resultaten spielte er ab Juni bis zum Jahresende nur noch Challenger-Turniere, von denen er zwei gewinnen konnte. Bis zum Jahresende konnte sich Andújar wieder in die Top 100 vorarbeiten.
Auf der ATP Tour tat sich Andújar auch zu Jahresbeginn 2019 noch schwer und war auf der Challenger Tour erfolgreicher. In Marbella gewann er Ende März das dortige Turnier, seinen Titel in Alicante konnte er ebenfalls verteidigen. In Marrakesch kam er wie im Vorjahr ins Finale des ATP-250-Turniers; dort verlor er aber gegen Benoît Paire, gegen den er in Marbella das Finale gewonnen hatte. Nach einem weiteren Challenger-Sieg im Juni kam Andújar in Gstaad ins Halbfinale sowie in Kitzbühel ins Viertelfinale der dortigen ATP-250-Turniere. Sein bis dahin bestes Grand-Slam-Ergebnis gelang dem Spanier bei den US Open, wo er erstmals bis ins Achtelfinale kam. In der Folgezeit konnte sich Andújar wieder weitestgehend in den Top 60 der Weltrangliste etablieren, auch wenn er bei keinem der bis Ende 2020 auf der ATP Tour gespielten Turniere weiter als in die zweite Runde kam.

## Besonderheiten
Pablo Andújars Lieblingsbelag ist der Sandplatz. Daher plant er in seinem Turnierkalender möglichst viele Turniere auf diesem Belag ein. Während er auf Sandplatz eine positive Matchbilanz vorweisen kann, gewann er bisher erst acht von 36 ATP-Matches, die nicht auf Sand ausgetragen wurden.

## Erfolge
| Legende (Anzahl der Siege)  |
| Grand Slam                  |
| ATP World Tour Finals       |
| ATP World Tour Masters 1000 |
| ATP World Tour 500          |
| ATP World Tour 250 (4)      |
| ATP Challenger Tour (15)    |

| ATP-Titel nach Belag |
| Hartplatz (0)        |
| Sand (4)             |
| Rasen (0)            |

### Einzel

#### Turniersiege

##### ATP World Tour
| Nr. | Datum          | Turnier        | Belag | Finalgegner          | Ergebnis  |
| --- | -------------- | -------------- | ----- | -------------------- | --------- |
| 1.  | 10. April 2011 | Casablanca (1) | Sand  | Potito Starace       | 6:1, 6:2  |
| 2.  | 15. April 2012 | Casablanca (2) | Sand  | Albert Ramos Viñolas | 6:1, 7:65 |
| 3.  | 27. Juli 2014  | Gstaad         | Sand  | Juan Mónaco          | 6:3, 7:5  |
| 4.  | 15. April 2018 | Marrakesch (3) | Sand  | Kyle Edmund          | 6:2, 6:2  |

##### ATP Challenger Tour
| Nr. | Datum             | Turnier       | Belag | Finalgegner            | Ergebnis       |
| --- | ----------------- | ------------- | ----- | ---------------------- | -------------- |
| 1.  | 23. Juli 2006     | Rimini        | Sand  | Werner Eschauer        | 3:6, 6:1,7:5   |
| 2.  | 12. August 2006   | Vigo (1)      | Sand  | Fernando Vicente       | 7:5, 7:66      |
| 3.  | 16. August 2008   | Vigo (2)      | Sand  | Marco Crugnola         | 6:1, 3:6, 6:3  |
| 4.  | 24. August 2008   | San Sebastián | Sand  | Rubén Ramírez Hidalgo  | 6:4, 6:1       |
| 5.  | 25. Juli 2010     | Orbetello     | Sand  | Édouard Roger-Vasselin | 6:4, 6:3       |
| 6.  | 7. April 2018     | Alicante (1)  | Sand  | Alex de Minaur         | 7:65, 6:1      |
| 7.  | 6. Oktober 2018   | Florenz       | Sand  | Marco Trungelliti      | 7:5, 6:3       |
| 8.  | 18. November 2018 | Buenos Aires  | Sand  | Pedro Cachín           | 6:3, 6:1       |
| 9.  | 31. März 2019     | Marbella      | Sand  | Benoît Paire           | 4:6, 7:66, 6:4 |
| 10. | 7. April 2019     | Alicante (2)  | Sand  | Pedro Martínez         | 6:3, 3:6, 6:4  |
| 11. | 8. Juni 2019      | Prostějov     | Sand  | Attila Balázs          | 6:2, 7:5       |

#### Finalteilnahmen

##### ATP World Tour
| Nr. | Datum              | Turnier      | Belag | Finalgegner         | Ergebnis |
| --- | ------------------ | ------------ | ----- | ------------------- | -------- |
| 1.  | 26. September 2010 | Bukarest (1) | Sand  | Juan Ignacio Chela  | 5:7, 1:6 |
| 2.  | 17. Juli 2011      | Stuttgart    | Sand  | Juan Carlos Ferrero | 4:6, 0:6 |
| 3.  | 25. September 2011 | Bukarest (2) | Sand  | Florian Mayer       | 3:6, 1:6 |
| 4.  | 26. April 2015     | Barcelona    | Sand  | Kei Nishikori       | 4:6, 4:6 |
| 5.  | 14. April 2019     | Marrakesch   | Sand  | Benoît Paire        | 2:6, 3:6 |

### Doppel

#### Turniersiege

##### ATP Challenger Tour
| Nr. | Datum              | Turnier | Belag | Partner           | Finalgegner                              | Ergebnis         |
| --- | ------------------ | ------- | ----- | ----------------- | ---------------------------------------- | ---------------- |
| 1.  | 16. Juli 2006      | Mantua  | Sand  | Marcel Granollers | Alessandro Motti Daniel Muñoz de la Nava | 6:3, 5:7, [10:7] |
| 2.  | 12. August 2006    | Vigo    | Sand  | Marcel Granollers | Augustin Gensse Horacio Zeballos         | 7:64, 6:1        |
| 3.  | 16. September 2006 | Sevilla | Sand  | Marcel Granollers | Hugo Armando Carlos Poch Gradin          | 4:6, 6:3, [10:8] |
| 4.  | 28. Februar 2010   | Meknès  | Sand  | Flavio Cipolla    | Oleksandr Dolhopolow Artem Smyrnow       | 6:2, 6:2         |

#### Finalteilnahmen

##### ATP World Tour
| Nr. | Datum            | Turnier         | Belag     | Partner                | Finalgegner                        | Ergebnis          |
| --- | ---------------- | --------------- | --------- | ---------------------- | ---------------------------------- | ----------------- |
| 1.  | 12. Februar 2011 | Costa do Sauípe | Sand      | Daniel Gimeno Traver   | Marcelo Melo Bruno Soares          | 6:74, 3:6         |
| 2.  | 5. Februar 2012  | Viña del Mar    | Sand      | Carlos Berlocq         | Frederico Gil Daniel Gimeno Traver | 6:1, 5:7, [10:12] |
| 3.  | 25. August 2012  | Winston-Salem   | Hartplatz | Leonardo Mayer         | Santiago González Scott Lipsky     | 3:6, 6:4, [2:10]  |
| 4.  | 28. Juli 2013    | Gstaad          | Sand      | Guillermo García López | John Peers Jamie Murray            | 3:6, 4:6          |
| 5.  | 22. Februar 2015 | Rio de Janeiro  | Sand      | Oliver Marach          | Martin Kližan Philipp Oswald       | 6:73, 4:6         |
| 6.  | 1. März 2015     | Buenos Aires    | Sand      | Oliver Marach          | Jarkko Nieminen André Sá           | 6:4, 4:6, [7:10]  |
| 7.  | 21. Mai 2022     | Genf            | Sand      | Matwé Middelkoop       | Nikola Mektić Mate Pavić           | 6:2, 2:6, [3:10]  |

## Abschneiden bei Grand-Slam-Turnieren

### Einzel
| Turnier         | 2006 | 2007 | 2008 | 2009 | 2010 | 2011 | 2012 | 2013 | 2014 | 2015 | 2016 | 2017 | 2018 | 2019 | 2020 | 2021 | 2022 | 2023 | Karriere |
| --------------- | ---- | ---- | ---- | ---- | ---- | ---- | ---- | ---- | ---- | ---- | ---- | ---- | ---- | ---- | ---- | ---- | ---- | ---- | -------- |
| Australian Open | —    | —    | —    | 1    | —    | 1    | 2    | 1    | 2    | 1    | 1    | —    | Q1   | 1    | 1    | 2    | 3    | Q1   | 3        |
| French Open     | —    | —    | 2    | 2    | 2    | 2    | 2    | 1    | 1    | 3    | —    | —    | 1    | 1    | 1    | 2    | 1    |      | 3        |
| Wimbledon       | —    | Q2   | —    | 1    | —    | 1    | 1    | 1    | 1    | 3    | —    | —    | —    | 1    |      | 2    | 1    |      | 3        |
| US Open         | Q2   | —    | 1    | —    | —    | 1    | 2    | 2    | 2    | 1    | —    | —    | —    | AF   | 1    | 3    | —    |      | AF       |

Zeichenerklärung: S = Turniersieg; F, HF, VF, AF = Einzug ins Finale / Halbfinale / Viertelfinale / Achtelfinale; 1, 2, 3 = Ausscheiden in der 1. / 2. / 3. Hauptrunde; Q1, Q2, Q3 = Ausscheiden in der 1. / 2. / 3. Qualifikationsrunde; nicht ausgetragen